# Isembardo di Barcellona
Isembardo, chiamato anche Isembarto. Isembard in francese, in catalano, in spagnolo, in portoghese e 'in galiziano. Isembardus in latino (Borgogna, 820 circa – dopo l'881), fu conte di Barcellona, Empúries e Rossiglione e duca di Settimania assieme ad Alerano dall'850 all'852, poi dall'853 all'858 fu conte di Autun.

## Origine
Fu il figlio primogenito del conte d'Alvernia, conte di Provenza e futuro conte di Autun, Guerino (Guerino secondo la Vita Hludowici Imperatoris, affiancò il conte di Tolosa, Berengario I a combattere il duca di Guascogna, Lupo III, nella sua ribellione al re d'Aquitania, Pipino I e poi, nell'841, fu partecipe della vittoria riportata da Carlo il Calvo e Ludovico il Germanico sull'imperatore Lotario I, che gli fruttò la contea di Autun), e della moglie Albana o Ava, di cui non si conoscono gli ascendenti.

Guerino di Provenza era un nobile carolingio di cui si conoscono gli ascendenti; suo padre era Isanbard, conte di Turgovia nipote di Guerino di Turgovia, parente di Warin o Gueríno I d'Alvernia 760-819.

## Biografia

La penisola iberica con a nord la marca di Spagna e Tolosa verso la metà del IX secolo

Secondo gli Annales Bertiniani, Guglielmo di Settimania era entrato in Barcellona, senza difficoltà, probabilmente per la morte del conte Sunifredo I. Guglielmo fece valere i suoi diritti (di conquista) su Barcellona. Mentre secondo il Fragmentum Chronici Fontanellensium, Guglielmo conquistò Barcellona, con l'inganno, nell'849, dopo aver sconfitto e cacciato Alerano, a cui era stata affidata la ben munita città di Barcellona e la marca di Spagna.
Nell'estate dell'849, Alerano era al fianco del re dei Franchi occidentali, Carlo il Calvo, quando attaccò l'Aquitania e si diresse contro Tolosa, mettendola sotto assedio; Fredelone aprì le porte di Tolosa e venne immediatamente confermato conte di Tolosa, in sostituzione di Guglielmo di Settimania. Il re d'Aquitania, Pipino II fuggì in Guascogna e Carlo si diresse verso Narbona, dove convocata un'assemblea, concesse (o rinnovò) ad Alerano i titoli di conte di Barcellona e duca di Settimania;
Alerano si diresse immediatamente a Barcellona per combattere Guglielmo di Settimania, mentre per affiancarlo, nel governo della città, fu chiamato Isembardo, il figlio del conte di Autun, Guarino.
Guglielmo, di fronte alle forze di Carlo, nell'850, corse a chiedere l'aiuto dell'emiro di Cordova ʿAbd al-Raḥmān II ibn al-Ḥakam e rientrò in Barcellona e sempre secondo gli Annales Bertiniani, riuscì a catturare sia Alerano che Isembardo e poi, con un esercito di Mori, guidato da Abd al-Karim ben Mugith e pose l'assedio a Gerona. Carlo inviò immediatamente dei rinforzi che, ribaltata la situazione, sconfissero i Mori e fecero prigioniero Guglielmo.
Nell'850 i nobili di Barcellona, partigiani di Carlo, processarono e giustiziarono Guglielmo.
Mentre secondo il Fragmentum Chronici Fontanellensium, Guglielmo, era riuscito a catturare sia Alerano che Isembardo, ancora con l'inganno, nello stesso 849, e non molto tempo dopo, Guglielmo fu catturato e giustiziato.
Nell'851 i Mori per vendicare il loro alleato, Guglielmo di Settimania, attaccarono, conquistarono e saccheggiarono Barcellona, dimezzandone gli abitanti.
Molto probabilmente, Alerano perse la vita combattendo, durante un saccheggio della città da parte dei Mori, ed Isembardo continuò a governare da solo.
Dopo che Pipino II, tradito dal conte Sancho II di Guascogna, nell'852, fu consegnato a Carlo il Calvo e perse definitivamente il trono d'Aquitania, finalmente la pace fu ratificata mediante un trattato e, nella contea di Barcellona, Isembardo, in quello stesso anno, venne sostituito da Odalrico.
Rientrato in Burgundia, Isembardo, nell'853 (in quell'anno, il re dei Franchi occidentali, Carlo il Calvo, autorizzò il ripristino della chiesa di Santa Croce Eduense, con l'approvazione di Isembardo), affiancò il fratello, Bernardo I, nella contea di Alvernia e subentrò al padre, Guerino, nella contea di Autun, che tenne sino all'858, quando fu sostituito da Unifredo.
Comunque Isembardo, nell'853, era stato nominato missus, da Carlo il Calvo ed ancora un documento di Carlo il Calvo, il Karoli II Conventus Carisiaensis acta, fu controfirmato da Isembardo ed un'altra decina di ecclesiastici e nobili.
Di Isembardo non si hanno più notizie sino all'881, quando fu ingiustamente esiliato dal regno dei Franchi occidentali, durante il regno di Luigi III, definito nipote di Isembardo (forse la parentela era con la madre di Luigi, Ansgarda di Borgogna). Isembardo dovette rifugiarsi presso i Normanni, che dopo aver saccheggiato la Britannia, avevano invaso il nord della Neustria.
Non si conoscono né la data né il luogo della morte di Isembardo.

## Discendenza
Di Isembardo non si conosce né il nome della moglie né alcuna discendenza.

### Fonti primarie
- (LA)  Rerum Gallicarum et Francicarum Scriptores, Tomus VI.
- (LA)  Chronicon sancti Maxentii Pictavensis, Chroniques des Eglises d'Anjou.
- (LA)  Monumenta Germaniae Historica, Scriptores, tomus II.
- (LA)  Rerum Gallicarum et Francicarum Scriptores, Tomus VII.
- (LA)  Rerum Gallicarum et Francicarum Scriptores, Tomus VIII.
- (LA)  Annales Bertiniani.
- (LA)  Rerum Gallicarum et Francicarum Scriptores, Tomus IX.
- (LA)  Monumenta Germaniae Historica, Legum, tomus I.

### Letteratura storiografica
- René Poupardin, I regni carolingi (840-918), in «Storia del mondo medievale», vol. II, 1999, pp. 583–635
- (FR)  Histoire du Duché de Bourgogne du VIIIème au XIVème siècle.
- (FR)  La famille des Nibelungen Les comtes d'Autun au IXe siècle.